# 雙朝向清真寺 (塞拉)
雙朝向清真寺（阿拉伯语：‎）是索馬里西北部塞拉的一家清真寺。
清真寺建於7世紀、希吉拉後不久，是市內最古老的清真寺，內有謝赫巴布‧德納的陵墓。寺院最大的特色是有兩座米哈拉布：一座朝向麥加，另一座朝向耶路撒冷。